# 撒迦利亚墓

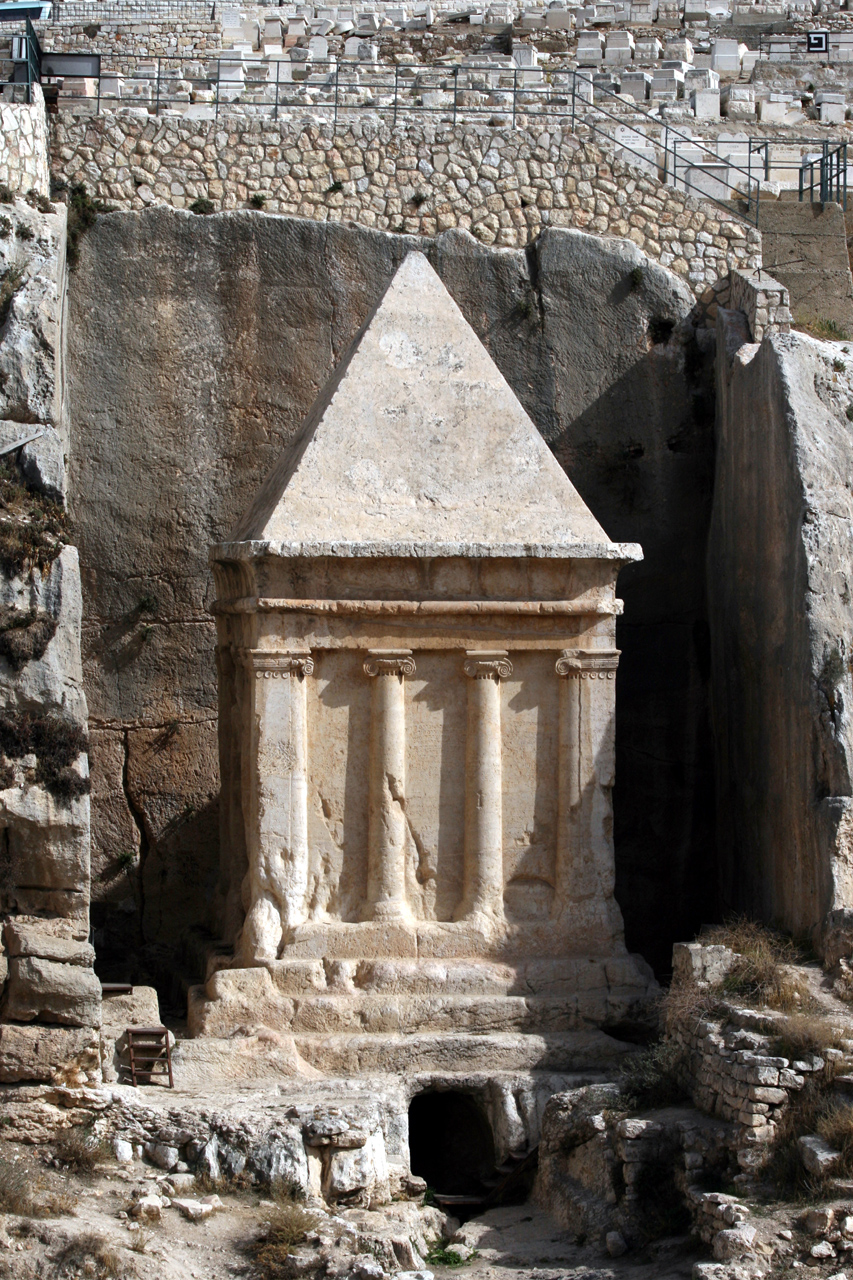
撒迦利亚墓

撒迦利亚墓 (Tomb of Zechariah) 是耶路撒冷的一个古代坟墓。
该墓墓碑用一整块石头雕刻而成，并没有墓室。其下部有三级台阶，中间是希腊风格的爱奥尼柱，上部是埃及风格金字塔。仅有西侧立面精雕细刻，其他几面极其粗糙，显示似乎工程是未完成即突然停止。
根据1215年以来的犹太传统，这是祭司耶何耶大的儿子撒迦利亚的坟墓，《歷代志下》第24章参记载他是被石头打死：
“神的灵披戴在祭司耶何耶大的儿子撒迦利亚身上，他就站在民以上，对他们说，神如此说，你们为何干犯耶和华的诫命，以致不得亨通呢？因为你们离弃耶和华，所以他也离弃你们。众民同谋要害撒迦利亚，就照王的吩咐，在耶和华殿的院内用石头打死他。”